# Vallio Terme

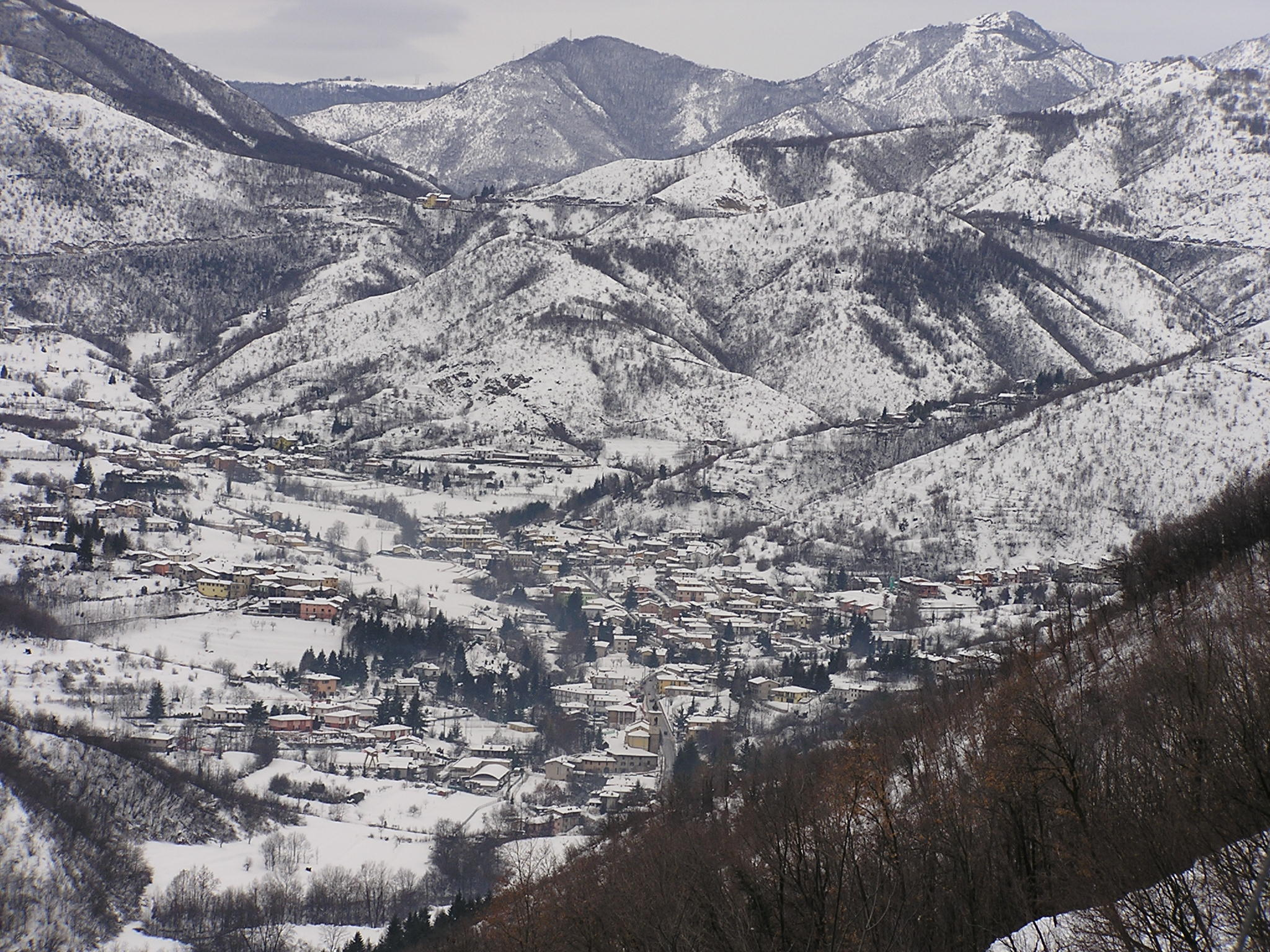
Vallio Terme im Winter

Vallio Terme ist eine norditalienische Gemeinde (comune) mit 1408 Einwohnern (Stand 31. Dezember 2023) im Val Sabbia der Provinz Brescia in der Lombardei. Die Gemeinde liegt etwa 14,5 Kilometer nordöstlich von Brescia an der Vendra und gehört zur Comunità montana di Valle Sabbia.

## Verkehr
Durch die Gemeinde führt die frühere Strada Statale 237 del Caffaro (heute eine Provinzstraße) von Brescia nach Calavino.